# 제한적 본인 확인제
제한적 본인 확인제(制限的本人確認制), 속칭 인터넷 실명제(internet實名制)는 일정 규모 이상의 사이트를 운영하는 정보통신서비스제공자가 게시판을 운영할 때에 이용자의 본인 여부를 확인하도록 하는 대한민국의 제도로, 2006년 7월 28일 참여정부의 정보통신부가 대안으로 발의한 정보통신망법에 포함되었다.
동법에 따르면, 국가기관, 일일 평균 이용자 수가 10만 명 이상 등을 요건으로 하는 정보통신서비스 제공자 등이 게시판을 설치ㆍ운영하려면 그 게시판 이용자의 본인 확인을 위한 방법 및 절차의 마련 등 대통령령으로 정하는 필요한 조치("본인확인조치")를 하여야 한다.(제44조 5항) 이에 따라 여러 포털 사이트와 언론사 및 방송사 사이트는 이용자가 인터넷 게시판에 정보를 게시하려고 할 경우에 이용자가 본인임이 확인되며, 게시판에서의 필명 사용은 허용된다.
첫 시행에는 공공기관과 일일방문자 수가 20만 ~ 30만 명 이상인 인터넷 언론, 포털서비스 제공자와 UCC 사이트가 대상이 되었다. 2009년 초에는 그 범위가 일일방문자 수 10만 명 이상의 사이트로 확대되었고, 2009년 1월 30일 방송통신위원회에서 정보통신서비스 운영자 중 게시판 및 댓글 서비스를 제공하는 153개 사이트를 선정, 발표하였다.
2011년 12월 29일, 방송통신위원회는 업무보고에서 "인터넷실명제를 재검토하고 인터넷에서 주민등록번호 수집과 이용을 금지하겠다"고 밝혔으며, 2012년 8월 23일, 위헌 판결이 나서 사실상 폐지되었다.

## 취지
제한적 본인 확인제는 인터넷 상에서 언어폭력, 명예훼손, 허위사실 유포, 타인의 주민등록번호 및 개인정보 유출 등 나쁜 영향을 미치는 악성 댓글 및 의견글 달기를 막기 위한 법적 제도적 장치를 마련하기 위해서 실시하였다. 이상배 의원 등은  2006년 발의한 원안의 취지에 "인터넷 이용자의 급속한 증대와 함께 사이버 언어폭력, 명예훼손 등 익명성과 비대면성을 이용한 인터넷의 역기능도 심화되고 있어 안전하고 신뢰할 수 있는 정보사회 구축에 장애요소로 작용하고 있고, 특히 인터넷 이용자의 주된 의사표현 수단인 인터넷 게시판과 댓글은 접속빈도 등을 고려할 때 현실 미디어에 필적하는 사회적 영향력이 있다고 판단되는바, 보다 책임 있는 공론(公論)의 형성을 위하여 인터넷 이용자의 자기책임의식의 제고를 위한 대책이 절실한 상황"이라고 밝혔다.

## 시행
2007년 7월 27일부터 시행되었다.

정보통신부는 2007년 공공기관 1365곳, 이용자수 20만 또는 30만 이상의 정보통신서비스를 제공하는 35개 사업자를 선정하여 통보하였다. 2009년 4월 1일 시행시에는 이용자수 10만 이상의 153개 사업자가 선정되었다.

## 과정
제한적 본인 확인제에는 글의 게시자가 글이나 언사를 통해 상대 개인의 인권이나 권리에 영향을 끼쳤다고 검찰이 판단할 경우 피해 당사자가 고소를 하지 않아도 검찰에서 자체 판단을 하여 기소할 수 있는 법률 내용이 포함되는데, 기소 자체가 자체 검열을 강화할 수 있기 때문에 표현의 자유를 억압할 수 있다는 견해가 존재한다. 특히 인터넷의 근본인 익명의 자유성을 해한다는 점에서 여러 관련자들이 우려를 표하기도 하였다.
2007년 8월 ~ 9월에 실시된 조사에서는 악성 댓글의 비중이 15.8%에서 13.9%로 소폭 감소한 것으로 조사되었으나, 이를 근거로 실효성에 의문이 제기되기도 하였다.
2009년 4월 1일 본인 확인제가 시행되는 대상에 구글 코리아가 운영하는 유튜브의 한국 서비스가 포함되었으나, 구글 측은 본인 확인제 실시 대신 한국 사이트에 한하여 업로드를 금지하기로 하며 방통위에 정면으로 대응하였다.
한편 소셜 댓글을 통하여 해외 소셜 네트워크 서비스인 트위터와 페이스북을 이용하여 대한민국의 웹사이트에 댓글을 달 수 있는 서비스가 등장하며, 제한적 본인 확인제의 실효성에 의문이 제기되었다. 이들 서비스는 수백만 명이 넘는 가입자가 확보되어 있음에도 불구하고 대한민국 사업자가 아니라는 이유로 관련 법에서 예외가 되었으며, 대한민국 사이트만 실명제를 하라고 규제하는 것은 역차별이라는 비판이 존재한다. 또한 이러한 규제로 인해 국가별로 다른 플랫폼을 만들어야 하므로 해외 진출이 어려워진다는 지적도 제기됐다. 실제로 방통위는 2011년 164개의 인터넷 사이트를 제한적 본인확인제 대상 사이트로 지정했으나 이들 사이트 업체들이 반발하는 일이 벌어졌다. 방통위는 결국 이러한 세계적 추세를 수용하고 SNS 서비스에서는 제한적 본인 확인제를 완화, 폐지하는 방안을 검토중이라고 밝혔다.

## 위헌결정 및 폐지
싸이월드 해킹 사건 등 개인정보 유출로 인한 사건이 일어나 시민들의 헌법소원을 헌법재판소에 청구 하였고 그 결과 2012년 8월 23일, 위헌 판결이 나서 사실상 폐지되었다. 헌법재판소는 과잉금지원칙에 위배하여 인터넷게시판 이용자의 표현의 자유, 개인정보자기결정권 및 인터넷게시판을 운영하는 정보통신서비스 제공자의 언론의 자유를 침해한다고 보았다. 위헌 결정 후 당시 진대제 정보통신부 장관과 라봉하 정보통신부 정보이용보호과장, 변재일 열린우리당 의원, 원희룡·이상배·주성영 한나라당 의원이 이에 대한 책임이 있다고 지적되었다.

## 인터넷 준실명제
2021년 4월 27일 과학기술정보방송통신위원회 정보통신방송법안심사소위원회에서 게시물 작성자의 아이디 공개를 강제하는 법률이 통과되었으며, '표현의 자유 침해', '사생활 침해'라는 비판을 받고 있다.

## 해외
인터넷 상의 익명성을 금지하는 법률은 사실상 전세계 중 대한민국에서 처음 시행된 것이고 이런 제도를 도입한다는것이 말이 안된다 그리고
독일은 1997년 결정된 통신법(Telemediengesetz) 13조에서 사생활 권리에 근거하여 실명 공개의 강요를 금하고 있다.

## 같이 보기
- 정보통신망 이용촉진 및 정보보호 등에 관한 법률
- 사이버 모욕죄
- 인터넷 검열
- 방송통신위원회